# Паола (Італія)
Паола (італ. Paola, сиц. Pàula) — муніципалітет в Італії, у регіоні Калабрія, провінція Козенца.
Паола розташована на відстані близько 410 км на південний схід від Рима, 75 км на північний захід від Катандзаро, 21 км на захід від Козенци.
Населення — 16 214 осіб (2014).

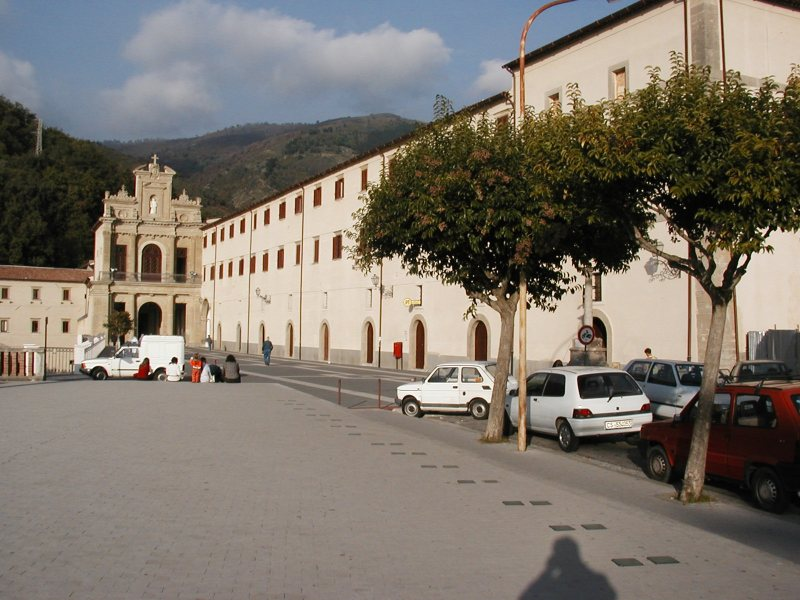

Щорічний фестиваль відбувається 2 квітня та 4 травня. Покровитель — San Francesco di Paola.

## Демографія
Населення за роками:

Станом на 1 січня 2023 року в муніципалітеті офіційно проживали 404 іноземці з 45 країн, серед них 117 громадян країн Євросоюзу та 58 громадян України.

## Сусідні муніципалітети
- Фускальдо
- Монтальто-Уффуго
- Сан-Філі
- Сан-Лучидо